# Zapata (Texas)
Zapata é uma Região censo-designada localizada no estado norte-americano do Texas, no Condado de Zapata.

## Demografia
Segundo o censo norte-americano de 2000, a sua população era de 4856 habitantes.

## Geografia
De acordo com o United States Census Bureau tem uma área de
20,0 km², dos quais 20,0 km² cobertos por terra e 0,0 km² cobertos por água. Zapata localiza-se a aproximadamente 122 m acima do nível do mar.

## Localidades na vizinhança
O diagrama seguinte representa as localidades num raio de 24 km ao redor de Zapata.